# Marika Gombitová
Marika Gombitová (Turany nad Ondavou, región Košice, Slovačka, 12. rujna 1956.), slovačka pjevačica
S devet godina počela je uzimati satove klavira,a već s trinaest godina počela je pjevati u bendu svoje braće. U srednjoj školi bila je član košarkaške amaterske skupine "Profily". U pjevanju prvi put se okušala 1978.godine u duetu s Mariánom Vargovom snimivši pjesmu pod nazivom Dievča do dažďa. Nedugo nakon toga snimila je svoju prvu solo pjesmu Študentska laska-(hr.školska ljubav) i već postala jako poznata u to vrijeme. Poslije toga uslijedili su nizovi albuma koji su bili prodavani i slušani širom Europe.

## Diskografija
- Vol'ne miesto v srdci
- Mój malý príbeh
- Slnéčný kalendár
- Marika Gombitová N°5
- Mince na dne fontán
- Voíné miesto v srdci
- Atélier duše
- Kam idú ľudia?
- Zostaň
- Moje najmilšie
- Poločne otázký
- The best of the best-Marika Gombitová
- Dievca do dažda